# Gioco euristico
Il gioco euristico è una tecnica ludica, sperimentata negli anni novanta da Elinor Goldschmied, e rivolto a bambini di età compresa fra i 12 e 24 mesi.

## Descrizione
Il gioco euristico consiste nel presentare ai bambini diversi oggetti di uso comune molto semplici e fatti di materiali naturali: legno, metallo, gomma, carta, tessuto, pelle, cartone ecc. è molto importante evitare la plastica e in generale tutti i materiali sintentici. I bambini hanno dei contenitori di diversa forma e materiale (ad esempio sacche o barattoli di latta) ed agiscono sugli oggetti spostandoli dentro e fuori dai contenitori, riempiendoli e svuotandoli, selezionando e discriminando i vari oggetti, mettendoli in paragone, in fila, in equilibrio, incastrandoli e facendoli rotolare.
L'intervento dell'adulto è silente e di supervisione, lasciando così libero il bambino di esplorare, da qui infatti il termine euristico, derivato dalla parola greca "heurisko", ossia scoprire. La scoperta è infatti alla base del gioco, che rende possibile l'esplorazione sensoriale spontanea degli oggetti, senza la guida adulta che spieghi una soluzione giusta o sbagliata del gioco. Questo è favorito dal fatto che il materiale può essere utilizzato in qualsiasi modo e il bambino può capire liberamente la reazione di oggetto ad un altro attraverso la pratica, ad esempio si lascia cadere all'interno di un barattolo di latta una catena si può sentire un determinato suono, che non sarà mai uguale a trascinarla per terra. 
Questa attività stimola tutti i sensi allena la concentrazione e l'abilità motori, arricchisce la conoscenza del mondo che li circonda e contribuisce alla comprensione degli insiemi e delle associazioni degli oggetti per colore, forma, dimensioni, consistenza.

## Contenuto
Sono necessari oggetti di utilizzo comune, molto simili a quelli utilizzati per il cesto dei tesori:
- oggetti di origine naturale: pigne, conchiglie, castagne, pietre di fiume, spugne naturali, gusci di noce di cocco;
- oggetti di legno: sonaglini, mollette da bucato, anelli delle tende, cucchiai, portauova;
- oggetti di metallo: mazzi di chiavi, catenelle, fruste da cucina, pentolini, scatole dei sigari, coperchi dei vasetti di marmellata, piccole grattuge, formine per biscotti, tappo da vasca con catenella;
- oggetti in pelle: tessuto, gomma, pelo: piumino per cipria, pezzi di tubi di gomma, palla da tennis, borsette in pelle con cerniera, pacchettini ben cuciti di tessuto con lavanda, timo, chiodi di garofano, calzascarpe di osso.
- oggetti di materiali naturali: gomitoli di lana/cotone, sottopentola in paglia, pennelli da barba, spazzolino da denti, pettini in legno, spazzole in setole naturali.